# Rocky (gitár)
„Rocky” egy 1962-es, eredetileg Sonic Blue színű Fender Stratocaster elektromos gitár, mely a The Beatles-tag George Harrisoné volt. Egyedi festése miatt valószínűleg minden idők egyik legfeltűnőbb Stratocastere.

## Története
1967 áprilisában, röviddel a Sgt. Pepper’s Lonely Hearts Club Band album felvételei után fogott hozzá George Stratocasterének kidekorálásához. A kort ismerve, a festés stílusában jóeséllyel közrejátszhatott némi LSD is. Az elkészült dekoráció első nyilvános szereplése egy fekete-fehér televíziós fellépés volt, melynek során az All You Need Is Love dalt adták elő.
Az első színes filmen történő megjelenése az I Am The Walrus videóklipjében volt. A még lefestetlen Rocky a Rubber Soul, a Revolver, valamint a Sgt. Pepper’s Lonely Hearts Club Band felvételeinél volt használva.

## Külső hivatkozások
- Rocky recreation (angol)
- The Rocky Project – Hogyan építsünk saját Rocky kópiát? Archiválva 2007. szeptember 2-i dátummal a Wayback Machine-ben (angol)